# Tmesisternus variegatus
Tmesisternus variegatus är en skalbaggsart som beskrevs av J. Linsley Gressitt 1984. Tmesisternus variegatus ingår i släktet Tmesisternus och familjen långhorningar.
Artens utbredningsområde är Irian Jaya. Inga underarter finns listade i Catalogue of Life.